# Mordovia
Republica Mordovia (în limbile rusă: Респу́блика Мордо́вия, mokșana: Мордовскяй Республикась; erziana: Мордовской Республикась) este un subiect federal al Rusiei, o republică.

## Geografia
Republica este localizată în partea de Est a Câmpiei Europene Răsăritene a Federației Ruse. În partea de vest, teritoriul republicii ocupă o parte a Câmpia Oka Don, iar în parte de est și cea centrală se întind dealurile fluviului Volga. 
- Suprafața: cca 26.200 km²
- Frontiere:
  - Interne: Regiunea Nijni Novgorod (N), Ciuvașia (NE/E), Regiunea Ulianovsk (E/SE), Regiunea Penza (S/SV), Regiunea Riazan (V/NV)
- Cel mai înalt punct: 324 m

### Ora locală
Mordovia este amplasată pe fusul orar al Moscovei (MSK/MSD). Diferența față de UTC este de +0300 (MSK)/+0400 (MSD).

### Râurile
În Mordovia sunt 114 râuri, dintre care, cele mai importante sunt: 
- Issa
- Mokșa
- Satis
- Sivin
- Sura
- Vad

### Lacurile
În Mordovia sunt peste 500 de lacuri.

### Resursele naturale
Republica nu dispune de resurse naturale importante, exploatabile din punct de vedere industrial. Există unele rezerve de turbă și izvoare de apă minerală. 

### Clima
Clima este continental moderată. 
- Temperatura medie în ianuarie: −11 °C
- Temperatura medie în iulie: +19 °C
- Precipitații medii anuale: ~500 mm

## Populația
- Populația: 834.755 (2010)
  - Urbană: 531.478 (59,8%)
  - Rurală: 357.288 (40,2%)
  - Bărbați: 408.556 (46,0%)
  - Femei: 480.210 (54,0%)
- Femei pentru 1.000 de bărbați: : 1.175
- 'Vârsta medie: 38,7 ani
  - În mediul urban: 36,8 ani
  - În mediul rural: 41,3 ani
  - Bărbați: 35,9 ani
  - Femei: 41,2 ani
- Numărul de gospodării: 332.995 (cu 866.749 locuitori)
  - În mediul urban: 197.923 (cu 525.808 locuitori)
  - În mediul rural: 135.072 (cu 340.941 locuitori)
- 'Vital statistics' (2010)
  - Nașteri: 7.964 (rata natalității 9.5)
  - Decese: 13.106 (rata mortalității: 15.7)
- Grupuri etnice

Mordvinii sunt membrii ai grupului de limbi fino-ugrice, vorbitori ai două limbi înrudite, limba mokșa și limba erzia, și a mai multor dialecte ale acestora. În republică trăiesc aproximativ 33% din numărul total de mordvini. 
În conformitate cu rezultatele recensământului din 2002, rușii formează majoritatea populației (60,8%), în vreme ce mordvinii reprezintă 31,9% fin populația republicii. Alte grupuri etnice sunt: tătarii (5,2%), ucrainienii (0,5%). 3.700 cetățeni, (0,4%) nu și-au declarat naționalitatea recenzorilor. 
| Recensământul din: | 1939            | 1959            | 1970            | 1979            | 1989            | 2002            | 2010            |
| ------------------ | --------------- | --------------- | --------------- | --------------- | --------------- | --------------- | --------------- |
| Mordvini           | 405.031 (34,1%) | 357.978 (35,8%) | 364.689 (35,4%) | 338.898 (34,2%) | 313.420 (32,5%) | 283.861 (31,9%) | 333.112 (40,0%) |
| Ruși               | 719.117 (60,5%) | 590.557 (59,0%) | 606.817 (58,9%) | 591.212 (59,7%) | 586.147 (60,8%) | 540.717 (60,8%) | 443.737 (53,4%) |
| Tătari             | 47.386 (4,.0%)  | 38.636 (3,9%)   | 44.954 (4,4%)   | 45.765 (4,6%)   | 47.328 (4,9%)   | 46.261 (5,2%)   | 43.392 (5,2%)   |
| Ucrainieni         | 7.586 (0,6%)    | 6.554 (0,7%)    | 6.033 (0,6%)    | 5.622 (0,6%)    | 6.461 (0,7%)    | 4.801 (0,5%)    | 4.801 (0,5%)    |
| Alții              | 8.884 (0,7%)    | 6.468 (0,6%)    | 7.069 (0,7%)    | 8.012 (0,8%)    | 10.148 (1,1%)   | 13.126 (1,5%)   | 11.361 (1,4%)   |

## Istoria

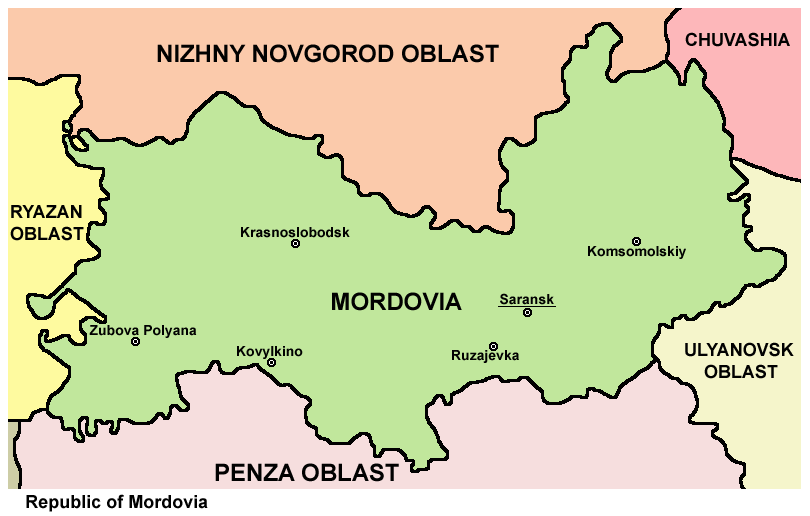
Harta Mordoviei

### Istoria veche
Primele descoperiri arheologice privind locuirea teritoriului Mordoviei sunt din perioada neoliticului. În secolul al VI-lea apar primele însemnări care îi menționează ca poporul fino-ugric mordvin. 
Mai târziu, mordvinii au ajuns sub controlul Bulgariei de pe Volga și a Rusiei Kievene. În ciuda acestei relații de subordonare feudală, conducătorii mordvini au atacat și jefuit în repetate rânduri suzeranii protobulgari sau ruși.

### Stăpânirea mongolă
Mongolii au cucerit zone vaste în Europa răsăriteană în secolul al XIII-lea. Ei au înființat Hanatul Hoarda de Aur în 1241, subjugând Mordovia. Mordvinii au luptat uneori alături de armatele cnezilor ruși împotriva mongolilor. Hoarda de Aur s-a destrămat în jurul anului 1330, iar mordvinii au ajuns sub stăpânirea Hanatului Kazanului, unul dintre statele succesoare ale Hoardei de Aur.

### Stăpânirea rusă
Când țarul Ivan cel Groaznic a cucerit Hanatul Kazanului în 1552, mordvinii au ajuns sub stăpânirea rușilor. Clasa conducătoare mordvină s-a rusificat rapid și de-abia în 1821 s-a făcut prima traducere a Noului Testament în limba erzia, adresată mordvinilor de rând. Cultura mordvină a fost păstrată în zonele rurale. Rușii au început o campanie de convertire a mordvinilor la ortodoxie la începutul secolului al XVIII-lea. Mordvinii au renunțat la șamanism foarte încet, iar multe dintre caracteristicile credințelor strămoșești au reușit să supraviețuiască în cadrul culturii populației locale, care era în mod oficial creștină. Cele mai multe traduceri din limba rusă în limbile mordvine au fost în principal scrieri religioase. Limbile mordvine au folosit în secolul al XVIII-lea alfabetul latin, dar de pe la mijlocul secolului al XIX-lea au început să folosească alfabetul chirilic. 

### Parte a Uniunii Sovietice
În timpul Revoluției din 1917 și mai apoi în timpul Războiului Civil, Mordovia a fost stăpânită în cel mai mult timp de oponenții bolșevicilor (Mișcarea Albă). Când bolșevicii au ieșit câștigători la sfârșitul războiului civil, Mordovia a devenit parte a Uniunii Sovietice. În 1925 guvernul sovietic a înființat districte autonome și soviete locale în zonele locuite de mordvini. În epoca sovietică au fost dezvoltate două limbi scrise: una bazată pe dialectul erzian în 1922 și una bazată pe dialectul mokșa în 1923, amândouă folosind alfabetul chirilic. Regiunea Autonomă Mordvină a fost înființată pe 16 iulie 1928, a fost ridicată la rangul de District național Autonom pe 10 ianuarie 1930, pentru ca pe 20 decembrie 1934 să fie proclamată Republica Sovietică Socialistă Autonomă Mordvină. 

### Parte a Federației Ruse
După dezintegrarea Uniunii Sovietice, RSSA Morvină s-a autoproclamat Republica Modovia în 1991, rămânând parte a Federației Ruse. Actuala formă de existență a Republicii Mordivia datează din 25 ianuarie 1994. 

## Politică
Șeful statului Mordovia este capul Republicii. Cap actual al Republicii este Artiom Zdunov.

## Economia
Cele mai importante ramuri industriale ale republicii sunt cea constructoare de mașini, chimică, de prelucrare a lemnului și a industriei alimentare. Cele mai importante întreprinderi industriale funcționează în capitala Saransk, dar și în alte câteva orașe precum Kovilkino și Ruzayevka. 

## Cultura
În republică există mai multe muzee. Printre cele mai importante de află "Muzeul Republican Unit de Studii Regionale" și "Muzeul Culturii Mordvine" din Saransk. "Biblioteca Națională a Republicii Mordovia" este cea mai mare bibliotecă a republicii. "Teatrul de Stat de Păpuși" a Republicii Mordovia cu sediul în Saransk, este cunoscut în toată Rusia. Cele mai multe spectacole ale acestui teatru sunt transpunerea pe scenă a unor basme rusești. 

## Educația
Cele mai importante instituții de învățământ superior include Universitatea de Stat din Mordovia și Institutul Pedagogic de Stat din Mordovia, amândouă din Saransk.

## Religia
Cei mai mulți credincioși aparțin Bisericii Ortodoxe Ruse. 